# Servicio especial Circuito de Playas I (Metropolitano)
El servicio AS-10 o servicio especial Circuito de Playas I del Metropolitano conectó el terminal Matellini con el circuito de playas de la Costa Verde.

## Características
Operó estacionalmente durante los veranos hasta la temporada 2019-2020. Operó el 31 de diciembre de 2022 hasta el 15 de marzo de 2023. El 29 de diciembre de 2023 se inició la operación de servicio de temporada de verano los sábados y domingos sin paradas en la playa La Herradura y el Mirador de la Herradura. En el año 2025 retomó sus operaciones para la temporada de verano con algunas modificaciones, agregando una tarifa integrada de S/ 3.50 con la ventaja de quienes partan de un alimentador norte pagarán su tarifa habitual y solo completarán la diferencia al llegar al terminal Matellini. Pasó de operar solo sábados y domingos a operar de lunes a domingo, esto debido a la demanda constaste en días laborables, contando solo con una parada en playa Agua Dulce. Su flota estuvo compuesta por autobuses amarillos de 12 metros.

### Horarios
| Servicio Alimentador | Lunes a Domingo |
| -------------------- | --------------- |
| Regular              | 09:00 - 19:00   |

### Tarifa (Integrada)
| Regular     | Regular |
| ----------- | ------- |
| General     | S/ 3.50 |
| Estudiantes | S/ 1.75 |
| CONADIS     | Gratis  |

## Recorrido
| Sentido único Circuito de Playas | Terminal Matellini (embarque 16) — Avenida Las Gaviotas — Óvalo La Curva — Avenida Defensores del Morro — Avenida Malecón Grau — Circuito de Playas — Paseo Billinghurst — Túnel La Herradura — Jirón Cipriano Rivas — Avenida Mariscal Castilla — Avenida Alejandro Iglesias — Avenida Defensores del Morro — Óvalo La Curva — Avenida Las Gaviotas — Terminal Matellini (embarque 16) |

## Paraderos
| \| N° \| Paradero \| Común con \| \| -- \| -------------------------------- \| --------- \| \| 1 \| Terminal Matellini (embarque 16) \| \| \| - \| Matellini \| \| \| - \| Tottus \| \| \| - \| Terán \| \| \| - \| Uruguay \| \| \| - \| Olaya \| \| \| - \| Playa Las Sombrillas \| \| \| 2 \| Playa Agua Dulce \| AS-11 \| \| - \| Playa Pescadores \| \| \| - \| Mirador La Herradura \| \| \| - \| Playa La Herradura \| \| \| - \| Uruguay \| \| \| - \| Terán \| \| \| - \| Tottus \| \| \| - \| Matellini \| \| \| 3 \| Terminal Matellini (embarque 16) \| \| |                                  |           |
| N° | Paradero                         | Común con |
| 1 | Terminal Matellini (embarque 16) |           |
| - | Matellini                        |           |
| - | Tottus                           |           |
| - | Terán                            |           |
| - | Uruguay                          |           |
| - | Olaya                            |           |
| - | Playa Las Sombrillas             |           |
| 2 | Playa Agua Dulce                 | AS-11     |
| - | Playa Pescadores                 |           |
| - | Mirador La Herradura             |           |
| - | Playa La Herradura               |           |
| - | Uruguay                          |           |
| - | Terán                            |           |
| - | Tottus                           |           |
| - | Matellini                        |           |
| 3 | Terminal Matellini (embarque 16) |           |